# Вальтер Крюгер (обергрупенфюрер СС)
Не варто плутати з генералом танкових військ Вальтером Крюгером
Вальтер Крюгер (нім. Walther Krüger; нар. 27 лютого 1890, Страсбург — пом. 22 травня 1945, Курляндський котел) — німецький воєначальник часів Третього Рейху, обергруппенфюрер СС та генерал військ СС (1943). Кавалер Лицарського хреста з дубовим листям та мечами.

## Біографія

### Ранні роки
Народився 27 лютого 1890 року в Стразбурзі. Брат Фрідріха-Вільгельма Крюгера.
Отримав освіту у кадетських корпусах в Карлсруе та Берліні-Ліхтенфельді. В 1908 році випущений лейтенантом у 110-й (2-й Баденський) гренадерський полк «Кайзер Вільгельм І».
Учасник Першої світової війни. З серпня 1914 року ад'ютант батальйону, потім служив у 40-му фузилерному полці «Принц Карл Антон фон Гогенцоллерн», в 2-му єгерському полці; обер-лейтенант. Нагороджений Залізним хрестом 1-го та 2-го класу, капітан.

### Міжвоєнний період
В 1919—1920 роках воював у складі Вестфальського Добровольчого корпусу Пфеффера в Курляндії. Учасник боїв з червоними військами в прибалтиці, кавалер Балтійського хреста 1-го класу. В 1921 році вступив у «Сталевий шолом».
Після приходу NSDAP до влади вступив у грудні 1933 року в СА і отримав звання штандартенфюрера. Член NSDAP (квиток № 3 995 130).
30 квітня 1935 року поступив у СС (SS-Nr. 266 184) і був зарахований в частини підсилення СС командиром 2-го штурмбану 2-го штандарту СС. В травні-жовтні 1936 року виклачдач юнкерського училища СС у Бад-Тельці. Керував формуванням і був першим командиром полку СС «Германія». Потім очолював оперативний відділ штабу Поліцейської дивізії СС, командував 1-ю мотопіхотною бригадою СС.

### Друга світова війна
З початком війни проти СРСР воював у складі військ СС.
В 1942 році керував групою в інспекції піхоти Головного оперативного управління СС, потім начальник керівної групи «С» цього ж управління.
З 29 березня по 23 жовтня 1943 року командир моторизованої дивізії СС «Дас Райх» (в травні — червні дивізія знаходилась на відпочинку та поповненні). Одночасно командувач військ СС на Сході.
З жовтня 1943 по березень 1944 року командував 4-м танковим корпусом СС.
В липні 1944 року отримав посаду командира 6-го (латвійського) армійського корпусу військ СС, до складу якого входили 15-а і 19-а гренадерські (латвійські) дивізії військ СС. В кінці війни рештки його корпусу продовжували рішуче битись у Курляндії.
Після капітуляції Німеччини, коли стало зрозуміло, що він повинен здатись радянським військам, Крюгер покінчив життя самогубством 22 травня 1945 року.

## Підвищення під час Другої світової війни
- Штандартенфюрер СС (30 листопада 1938);
- Оберфюрер СС (1 січня 1940);
- Бригадефюрер СС і генерал-майор військ СС (20 квітня 1941);
- Группенфюрер і генерал-лейтенант військ СС (30 січня 1942);
- Обергрупенфюрер СС і генерал військ СС (21 червня 1944).

## Нагороди Вальтера Крюгера

### Перша світова війна
- Залізний хрест 2-го і 1-го класу
- Військовий хрест «За заслуги» (Баварія) 3-го класу
- Орден Церінгенського лева, лицарський хрест 2-го класу з мечами (12 березня 1915)
- Королівський орден дому Гогенцоллернів, лицарський хрест з мечами (24 червня 1918)
- Нагрудний знак «За поранення» в золоті

### Міжвоєнний період
- Балтійський хрест
- Почесний хрест ветерана війни з мечами
- Почесна шпага рейхсфюрера СС
- Кільце «Мертва голова»
- Золотий партійний знак НСДАП
- Німецький кінний знак в сріблі
- Медаль «У пам'ять 13 березня 1938 року»
- Медаль «У пам'ять 1 жовтня 1938»

### Друга світова війна
- Застібка до Залізного хреста
  - 2-го класу (13 червня 1940)
  - 1-го класу (22 червня 1940)
- Лицарський хрест Залізного хреста з дубовим листям і мечами
  - Лицарський хрест (13 вересня 1941)
  - Дубове листя (№ 286; 31 серпня 1943) — як командир моторизованої дивізії СС «Дас Райх».
  - Мечі (№ 120; 11 січня 1945) — як командир 6-го корпусу СС.
- Хрест Воєнних заслуг 2-го і 1-го класу з мечами
- Медаль «За вислугу років у СС» 4-го і 3-го ступеня (8 років)
- Медаль «За зимову кампанію на Сході 1941/42»
- Відзначений у Вермахтберіхт
- Нарукавна стрічка «Курляндія»

## Цікаві факти
- Під час війни Крюгер подав прохання щодо дозволу для його дочки на шлюб з штурмбаннфюрером СС Клінгенбергом, але виявилось, щоб серед її предків по метеринській лінії в 1711 році були євреї, тому шлюб був заборонений. Однак синові Крюгера дозволили служити в «Лейбштандарті СС Адольф Гітлер».